# احمد فرمد
احمد فرمد عضو هیئت علمی دانشگاه شهید بهشتی است. او ریاست این دانشگاه را نیز از سال ۱۳۶۱ تا سال ۱۳۶۳ برعهده داشت.